# برستووو (ولادیچین خان)
برستووو (به صربی: Brestovo) یک روستا در صربستان است که در ولادیچین خان واقع شده‌است. برستووو ۱۱۵ نفر جمعیت دارد.